# Mozart in Italia

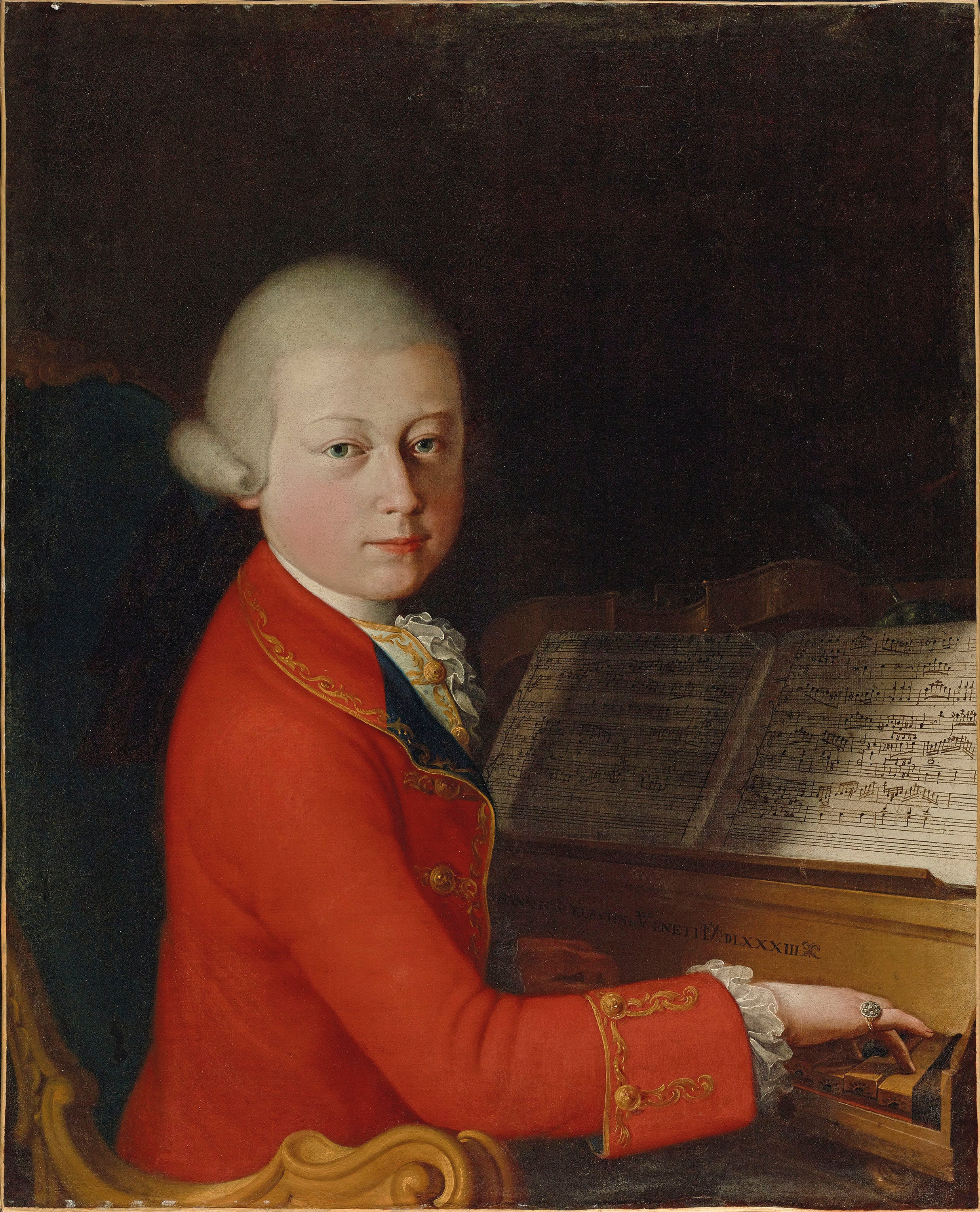
Mozart quattordicenne a Verona nel 1770. Ritratto di Saverio Dalla Rosa (1745–1821)

Tra il 1769 e il 1773, il giovane Wolfgang Amadeus Mozart e suo padre Leopold compirono tre viaggi in Italia. Il primo fu un ampio tour di quindici mesi che toccò le più importanti città italiane, fu finanziato dagli spettacoli per la nobiltà e dai concerti pubblici. Il secondo e terzo viaggio ebbero per meta Milano, dove Wolfgang doveva completare le opere che gli erano state commissionate durante la prima visita. Dal punto di vista dello sviluppo musicale di Wolfgang, i viaggi si rivelarono un notevole successo, e il suo talento fu riconosciuto con alcune onorificenze, tra le quali un cavalierato pontificio e l'ammissione a importanti società filarmoniche.
Leopold Mozart era stato impiegato dal 1747 come musicista alla corte del Principato arcivescovile di Salisburgo, diventando vice maestro di cappella nel 1763, ma aveva dedicato anche molto tempo all'educazione musicale di Wolfgang e di sua sorella Nannerl. Con loro aveva compiuto un tour europeo tra il 1763 e il 1766, e aveva trascorso un periodo tra il 1767 e il 1768 nella capitale imperiale, Vienna. Le esibizioni dei bambini avevano conquistato il pubblico, e la coppia aveva destato notevole impressione nelle società europee. Leopold era desideroso di continuare la formazione musicale del tredicenne Wolfgang in Italia, una meta di cruciale importanza per ogni compositore emergente nel XVIII secolo.
Ciascuna opera di Wolfgang scritta per il celebre Teatro Regio Ducale di Milano fu un trionfo di critica e di pubblico. Nel corso delle tre visite incontrò alcuni dei maggiori musicisti italiani, tra cui il famoso teorico di musica Giovanni Battista Martini, sotto la cui guida studiò a Bologna. Leopold sperava inoltre che Wolfgang, e forse egli stesso, potesse ottenere una prestigiosa nomina presso una delle sedi italiane della Casa d'Asburgo. Questo obiettivo diventò più importante quando Leopold si rese conto che la sua promozione a Salisburgo era sempre meno verosimile; tuttavia i suoi continui sforzi per garantirsi un posto non erano ben visti alla corte imperiale, e ciò precludeva ogni possibilità di successo. I viaggi quindi non si conclusero con un ritorno trionfale, ma con un misto di delusione e frustrazione.

## Scenario

Leopold Mozart era desideroso di continuare la formazione musicale di Wolfgang in Italia.

Nel novembre 1766, la famiglia Mozart era tornata a Salisburgo dopo un viaggio nelle principali città del Nord Europa, iniziato quando Wolfgang aveva sette anni e Nannerl dodici. Questo tour aveva ampiamente raggiunto l'obiettivo di Leopold di dimostrare al resto del mondo il talento dei suoi figli e di far progredire la loro formazione musicale. Un soggiorno a Vienna a partire dal 1767 si era rivelato meno felice: un'epidemia di vaiolo, che portò alla morte l'arciduchessa Maria Giuseppina d'Austria, impedì ai bambini di esibirsi alla corte imperiale e costrinse la famiglia a cercare rifugio in Boemia, dove tuttavia Wolfgang contrasse la malattia. Tornarono a Vienna nel gennaio 1768, ma ormai i bambini non erano più così piccoli da destare sensazione ai loro concerti pubblici. Leopold era caduto in disgrazia con l'impresario di corte Giuseppe Affligio, e i suoi rapporti con l'eminente compositore di corte Christoph Willibald Gluck si erano guastati per l'eccessiva insistenza nel richiedere la messa in scena della prima opera di Wolfgang, La finta semplice, conquistandosi così a corte una reputazione di importuno e invadente.
Dopo il ritorno a Salisburgo nel gennaio 1769, Leopold valutò che la formazione della diciottenne Nannerl fosse praticamente terminata, e concentrò i suoi sforzi su Wolfgang. Decise di portare il ragazzo in Italia, che prima dell'unificazione era un insieme di ducati, repubbliche, con lo Stato Pontificio al centro e il Regno di Napoli a sud. Per più di due secoli l'Italia era stata l'origine delle innovazioni in fatto di stile musicale, la casa della musica sacra, e soprattutto la culla della lirica. Secondo Leopold, Wolfgang, al fine di dotarsi di un bagaglio musicale tale da poter far fronte a eventuali commissioni dai teatri d'opera d'Europa, aveva bisogno di assorbire in prima persona la musica di Venezia, Napoli e Roma, "i poli di attrazione dei compositori della seconda metà del XVIII secolo", secondo il biografo di Mozart Stanley Sadie. Leopold voleva che Wolfgang si immergesse nella lingua italiana, per fare esperienza con la musica sacra di più alta qualità, e per ampliare la sua rete di conoscenze influenti. C'era anche la possibilità, sia per Wolfgang che per Leopold, di assicurarsi degli incarichi presso le corti degli Asburgo nell'Italia settentrionale. Con queste priorità in mente, Leopold decise che Nannerl e sua madre sarebbero dovute rimanere a casa, una decisione che le fece risentire, ma che aveva anche un senso pratico ed economico.
Nei mesi precedenti alla loro partenza, Wolfgang compose parecchio, guadagnando il favore dell'arcivescovo Sigismund III von Schrattenbach che, come datore di lavoro di Leopold, doveva dare il consenso al viaggio. Il nullaosta, insieme a un omaggio di 600 fiorini, fu concesso nel mese di ottobre. Wolfgang fu insignito del titolo onorifico di Konzertmeister (musicista di corte), con la possibilità che al suo ritorno questa posizione sarebbe stata retribuita.

## Primo viaggio, dicembre 1769 – marzo 1771

Mappa dei principali centri visitati durante il primo viaggio italiano, da dicembre 1769 a marzo 1771. Le linee nere mostrano l'itinerario all'andata da Salisburgo a Napoli, quelle verdi le deviazioni durante il viaggio di ritorno.

### Viaggio a Verona e Milano
Il 13 dicembre 1769, Leopold e Wolfgang partirono da Salisburgo, armati di referenze e lettere che Leopold sperava rendessero più agevole il loro viaggio. Tra le più importanti vi era una presentazione al conte Carlo Giuseppe di Firmian di Milano, definito il "re di Milano", un influente mecenate e colto patrocinatore delle arti. Il suo sostegno sarebbe stato vitale per il successo dell'intero progetto italiano.
La coppia viaggiò passando per Innsbruck, poi verso sud, per Bolzano e Rovereto (dove Wolfgang il 25 dicembre tenne un concerto pianistico e il 26 dicembre un concerto organistico nella Chiesa arcipretale di San Marco), per poi entrare in Italia verso Verona e Mantova, prima di andare verso ovest in direzione di Milano. I piani finanziari di Leopold erano sostanzialmente gli stessi del tour europeo: le spese di viaggio e di alloggio dovevano essere coperte dal ricavato dei concerti. Ci vollero sei settimane piuttosto difficili per questo disagevole viaggio invernale di 560 km, con lunghe soste dovute al cattivo tempo. Nelle sue lettere a casa Leopold si lamentava per le camere delle locande non riscaldate: "... congelo come un cane, ogni cosa che tocco è ghiaccio". Gli incassi dei primi concerti erano stati modesti; secondo Leopold, i costi ammontavano a circa 50 fiorini alla settimana. Dopo aver incautamente vantato i profitti realizzati dal tour europeo, ora Leopold era più prudente nel rivelare i dettagli finanziari. Tendeva a sottolineare le spese e a ridurre al minimo gli incassi, scrivendo, ad esempio: "... Nel complesso non potremo far molto in Italia... bisogna accettare l'ammirazione e i 'bravo' come pagamento".
La sosta più lunga fu di due settimane trascorse a Verona, dove la stampa riferì entusiasticamente del concerto pianistico di Wolfgang del 5 gennaio 1770 per l'Accademia Filarmonica di Verona nella Sala Maffeiana del Teatro Filarmonico (Verona). Padre e figlio assistettero il 3 gennaio ad una rappresentazione di Ruggiero di Pietro Alessandro Guglielmi al Teatro Filarmonico che Wolfgang descrisse in modo sprezzante in una lettera a Nannerl. Il ragazzo ebbe anche il suo ritratto dipinto da un artista locale, Saverio Dalla Rosa ed il 7 gennaio tenne un concerto organistico nella Chiesa di San Tomaso Cantuariense. Questa sosta fu seguita da una più breve a Mantova, dove Wolfgang il 10 gennaio assistette al Teatro Scientifico dell'Accademia ad una recita di Demetrio di Johann Adolf Hasse con il soprano Angiola Galliani ed il tenore Vincenzo Uttini ed il 16 gennaio diede un concerto pianistico presso l'Accademia Filarmonica, con un programma ideato per valutare le sue capacità in termini di prestazioni, di lettura a prima vista, e d'improvvisazione con arie da concerto con la Galliani ed Uttini e due sinfonie di Mozart. Secondo una rassegna stampa il pubblico rimase "interdetto" davanti a questo "miracolo in musica, una stranezza della natura". A Mantova, subirono un affronto da parte del principe Michele di Thurn und Taxis, il quale li informò attraverso un servitore che non desiderava incontrarli. Lo storico Robert Gutman ipotizza che il principe, a conoscenza della vicenda Affligio a Vienna, non voleva intrattenere rapporti con musicisti che 'non sanno stare al proprio posto'. Al contrario, il conte Arco, i cui familiari erano membri della corte di Salisburgo, li accolse calorosamente.
Il 19 gennaio tenne un concerto pianistico a Bozzolo.
Il 20 gennaio assiste al Teatro Nazari (oggi Teatro Ponchielli) di Cremona a La clemenza di Tito di Hasse.

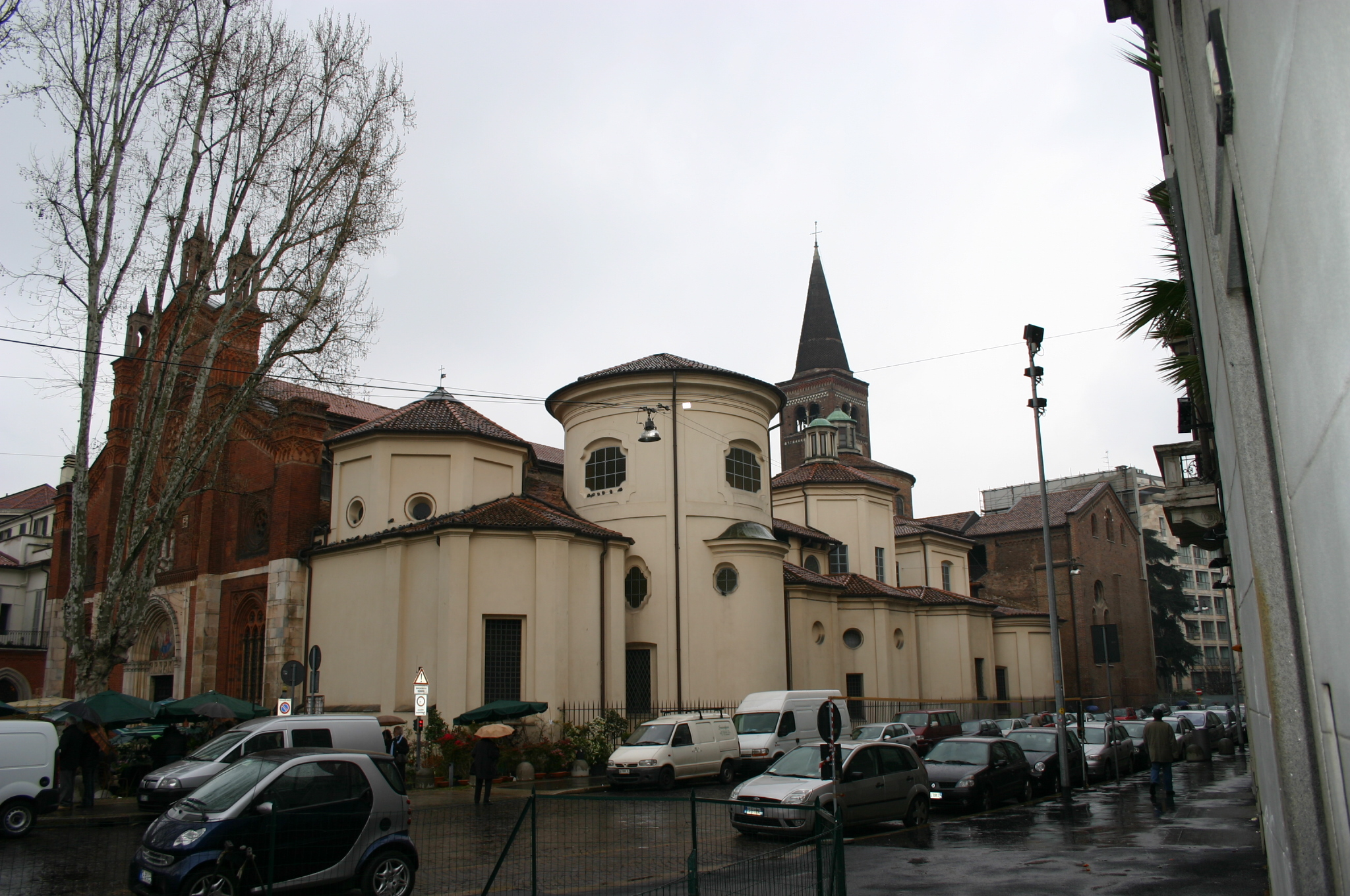
Chiesa di San Marco, a Milano, nella cui canonica i Mozart alloggiarono durante la loro prima visita alla città.

La coppia arrivò a Milano il 23 gennaio e trovò un comodo alloggio nella canonica della chiesa di San Marco, non lontano dal palazzo del Conte Firmian. In attesa di incontrare il Conte, il 2 febbraio assistettero all'opera di Niccolò Piccinni, Cesare in Egitto al Teatro Regio Ducale. Firmian alla fine li accolse con generosa ospitalità e amicizia, offrendo a Wolfgang un'edizione completa delle opere di Metastasio, illustre drammaturgo e librettista. Firmian ospitò inoltre una serie di concerti a cui assistettero molti notabili della città, tra i quali l'arciduca Ferdinando (nel concerto pianistico del 18 febbraio), un possibile mecenate per il giovane compositore. Per l'ultima di queste occasioni, Wolfgang scrisse una serie di arie su testi di Metastasio. Queste ebbero un'accoglienza così buona da indurre Firmian a commissionare a Wolfgang l'opera di apertura della successiva stagione del carnevale a Milano, proprio come Leopold sperava. Wolfgang avrebbe ricevuto un compenso di circa 500 fiorini, con alloggio gratis durante la scrittura e le prove. 
Il 23 febbraio tenne il primo concerto pubblico a Milano ed il 12 marzo le prime assolute di Misero me!, Misero pargoletto, di Per pietà, bell'idol mio, di O temerario Arbace, Per quel paterno amplesso e di Fra cento affanni con testo di Pietro Metastasio nella residenza del governatore conte Firmian alla presenza di Francesco III d'Este.
Con le lettere di raccomandazione di Firmian, i Mozart lasciarono Milano il 15 marzo, in direzione sud verso Firenze e Roma, impegnandosi a tornare in autunno.
Fino a questo punto del tour, Wolfgang sembra aver fatto poca composizione. Nel concerto all'Accademia Filarmonica di Mantova c'era stata molta improvvisazione, ma poca musica di Wolfgang; le uniche composizioni certe di questa fase del tour sono le arie composte per il concerto finale di Firmian, che fecero stipulare il contratto per l'opera del carnevale. Queste sono: Se tutti i mali miei, K 83/73p, Misero me, K 77/73e, e Ah, più tremar non voglio, K 71. La Sinfonia in sol maggiore, K 74, completata a Roma nel mese di aprile, potrebbe essere stata iniziata a Milano.

### Da Milano a Napoli

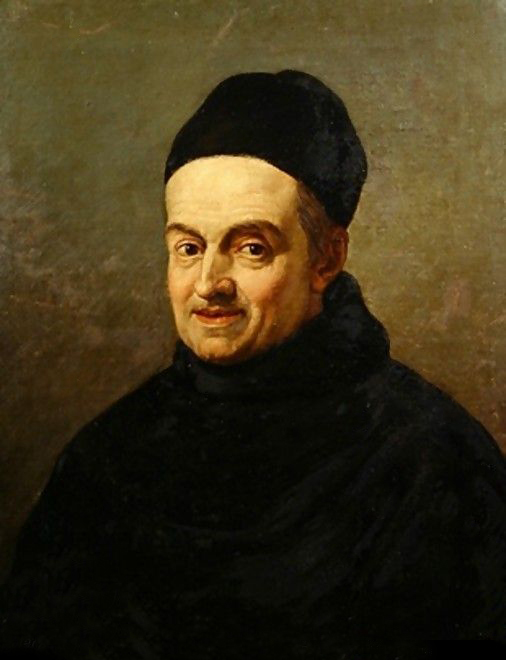
Padre Giovanni Battista Martini insegnò a Mozart il contrappunto.

La prima tappa del viaggio verso sud fu Lodi, dove Wolfgang completò il suo primo quartetto d'archi, K 80/73f.c   il 16 Marzo, Mozart arrivò a Parma, dove,  assistette a un concerto privato di Lucrezia Agujari, ne rimase talmente colpito da mettere per iscritto l'estensione vocale del Soprano. Alcuni giorni dopo i Mozart si trasferirono a Bologna, un "centro per maestri, artisti e studiosi ", secondo Leopold. Con la lettera di Firmian si presentarono al conte Giovanni Luca Pallavicini-Centurioni, un importante mecenate delle arti, il quale organizzò subito il 26 marzo un concerto pianistico con Giuseppe Aprile per la nobiltà locale nel suo palazzo. 
Tra gli ospiti vi era Giovanni Battista Martini, il principale teorico musicale dell'epoca e il più rinomato esperto di contrappunto barocco in Europa. Martini ricevette il giovane compositore e lo mise alla prova con esercizi sulle fughe. Sempre con un occhio alle prospettive future di Wolfgang presso le corti europee, Leopold era preoccupato per l'impegno con il grande maestro e, considerato il poco tempo a disposizione, organizzò un ritorno a Bologna in estate per un insegnamento più approfondito. La coppia partì il 29 marzo, con alcune lettere di Pallavicini che avrebbero potuto agevolare un'udienza con Papa Clemente XIV a Roma. Prima di partire, fecero conoscenza con il compositore ceco Josef Mysliveček, la cui opera La Nitteti stava per essere rappresentata. Entro l'anno Wolfgang avrebbe usato l'opera di Mysliveček come fonte di ispirazione per la sua opera Mitridate, re di Ponto e per alcune sinfonie. Questo incontro segnò l'inizio di uno stretto sodalizio tra Mysliveček e la famiglia Mozart che durò fino al 1778. Wolfgang usò più volte le sue opere come modello di stile compositivo.
Il giorno dopo arrivarono a Firenze, dove la raccomandazione di Pallavicini procurò loro un incontro a Palazzo Pitti con il granduca e futuro imperatore Leopoldo. Si ricordava dei Mozart dal 1768 a Vienna, e chiese di Nannerl. A Firenze incontrarono il violinista Pietro Nardini, che avevano conosciuto all'inizio del loro viaggio in Europa; Nardini e Wolfgang si esibirono assieme il 2 aprile in un lungo concerto serale presso la residenza estiva del duca nella Villa Medicea del Poggio Imperiale. Wolfgang incontrò anche Thomas Linley, un violinista-prodigio inglese, allievo di Nardini. 
I due diventarono amici, facendo musica e suonando insieme "non come ragazzi, ma come uomini", osservò Leopold nel concerto violinistico del 3 aprile nella residenza di Maria Maddalena Morelli. Gutman riferisce che "un malinconico Thomas seguì la carrozza dei Mozart, quando partirono per Roma il 6 aprile". I ragazzi non si incontrarono mai più, Linley, dopo una breve carriera come compositore e violinista, morì in un incidente in barca nel 1778, all'età di 22 anni.

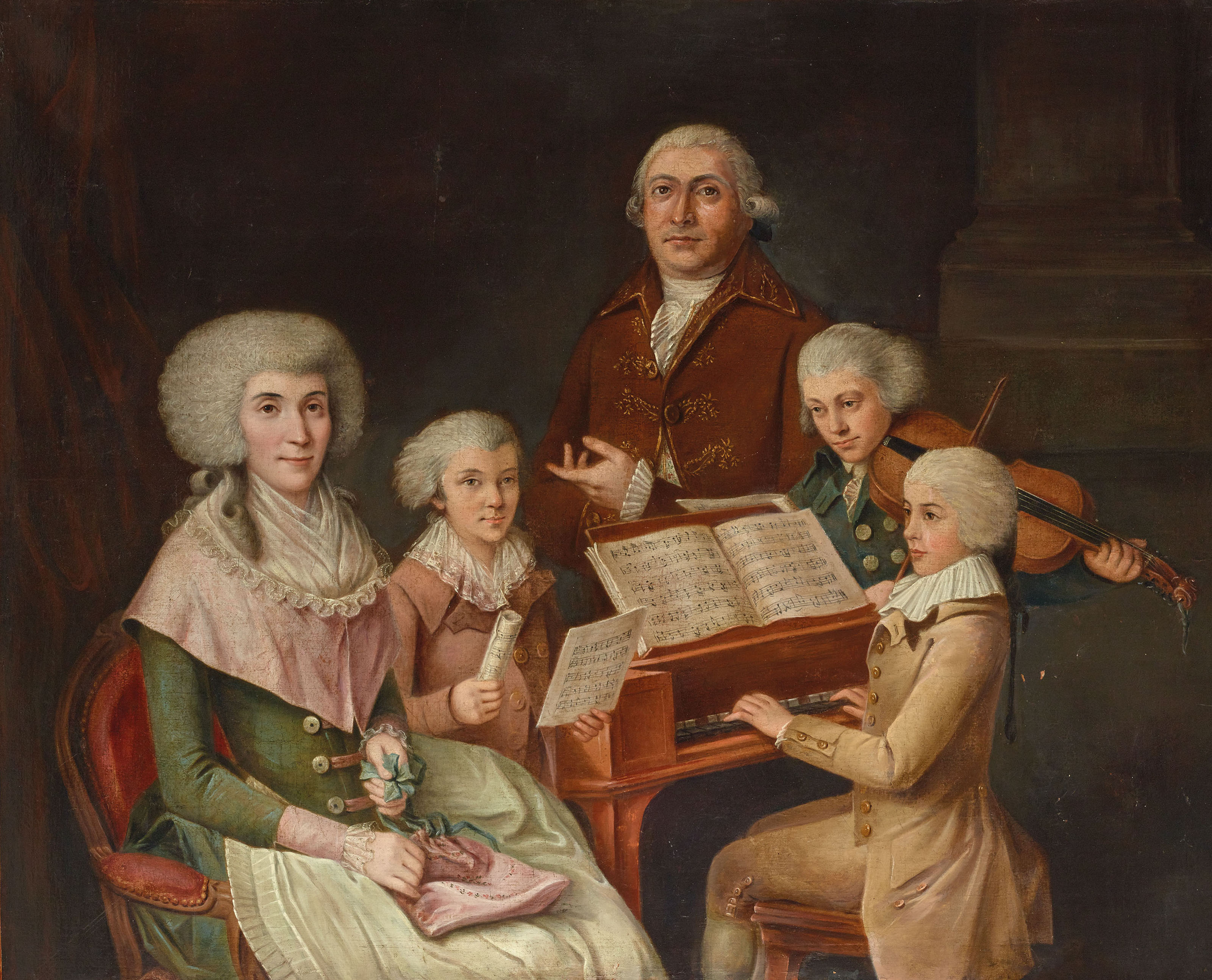
Mozart (al clavicembalo) e Thomas Linley (con il violino), Firenze, 1770

Dopo un difficoltoso viaggio di cinque giorni con vento e pioggia, alloggiando in scomode locande che Leopold descrisse come disgustose, sporche e prive di cibo, raggiunsero Roma. Le lettere di Pallavicini ebbero presto il loro effetto: ci furono incontri con un parente del conte, Lazaro Opizio Cardinal Pallavicino, con il principe San Angelo di Napoli, e con Charles Edward Stuart, conosciuto anche come "Bonnie Prince Charlie", pretendente al trono d'Inghilterra. Facevano molte visite turistiche, e tenevano spettacoli per la nobiltà. I Mozart visitarono la Cappella Sistina, dove Wolfgang ascoltò l'11 aprile e più tardi trascrisse a memoria il famoso Miserere di Gregorio Allegri, un complesso lavoro corale in nove parti, che non era ancora stato pubblicato. 
La notizia di questo straordinario risultato raggiunse anche il Papa. Inoltre, Wolfgang era occupato con la composizione: la contraddanza K 123/73g, l'aria Se ardire, e speranza (K 82/73o), e il completamento della Sinfonia in Sol maggiore iniziata in precedenza.
Il 20 aprile tenne un concerto a Palazzo Chigi alla presenza di Carlo Edoardo Stuart ed il 2 maggio nel Collegio Germanico-Ungarico.
Dopo quattro intense settimane, i Mozart partirono per Napoli. I viaggiatori che percorrevano la strada attraverso le Paludi Pontine erano spesso assaliti dai briganti: per questo motivo Leopold organizzò un convoglio di quattro carrozze.
L'11 maggio furono ospiti nell'edificio vanvitelliano di Sessa Aurunca, sede odierna del Convitto Nazionale e del Liceo Classico. Come riporta Leopold stesso in una lettera alla moglie, “…il giorno 11 sera siamo stati bene ospitati per la notte di nuovo in un convento agostiniano a Sessa, e siamo arrivati il 12 a mezzogiorno a Capua presso i Padri Agostiniani, con l'intenzione di essere a Napoli la sera”. Arrivarono il 14 maggio. Tramite le loro lettere di raccomandazione, i Mozart si misero ben presto in contatto con il primo ministro, marchese Bernardo Tanucci, e con William Hamilton, l'ambasciatore britannico che conoscevano dai tempi di Londra. Diedero un concerto il 28 maggio, che incassò circa 750 fiorini (Leopold non volle rivelare l'importo esatto), e assistettero ad una rappresentazione dell'opera Armida abbandonata di Niccolò Jommelli con Giuseppe Aprile presso il Teatro di San Carlo. Wolfgang rimase impressionato sia dalla musica che dalla esecuzione, anche se la percepiva come "troppo vecchio stile e seria per il teatro". Invitato a scrivere un'opera per la successiva stagione del San Carlo, rifiutò a causa del suo precedente impegno con Milano. Quando fu chiaro che non c'erano convocazioni per suonare alla corte reale, Leopold decise di partire da Napoli, dopo visite al Vesuvio, Ercolano, Pompei, e alle terme romane di Baia. Partirono con la carrozza postale per Roma il 25 giugno.

### Ritorno da Napoli

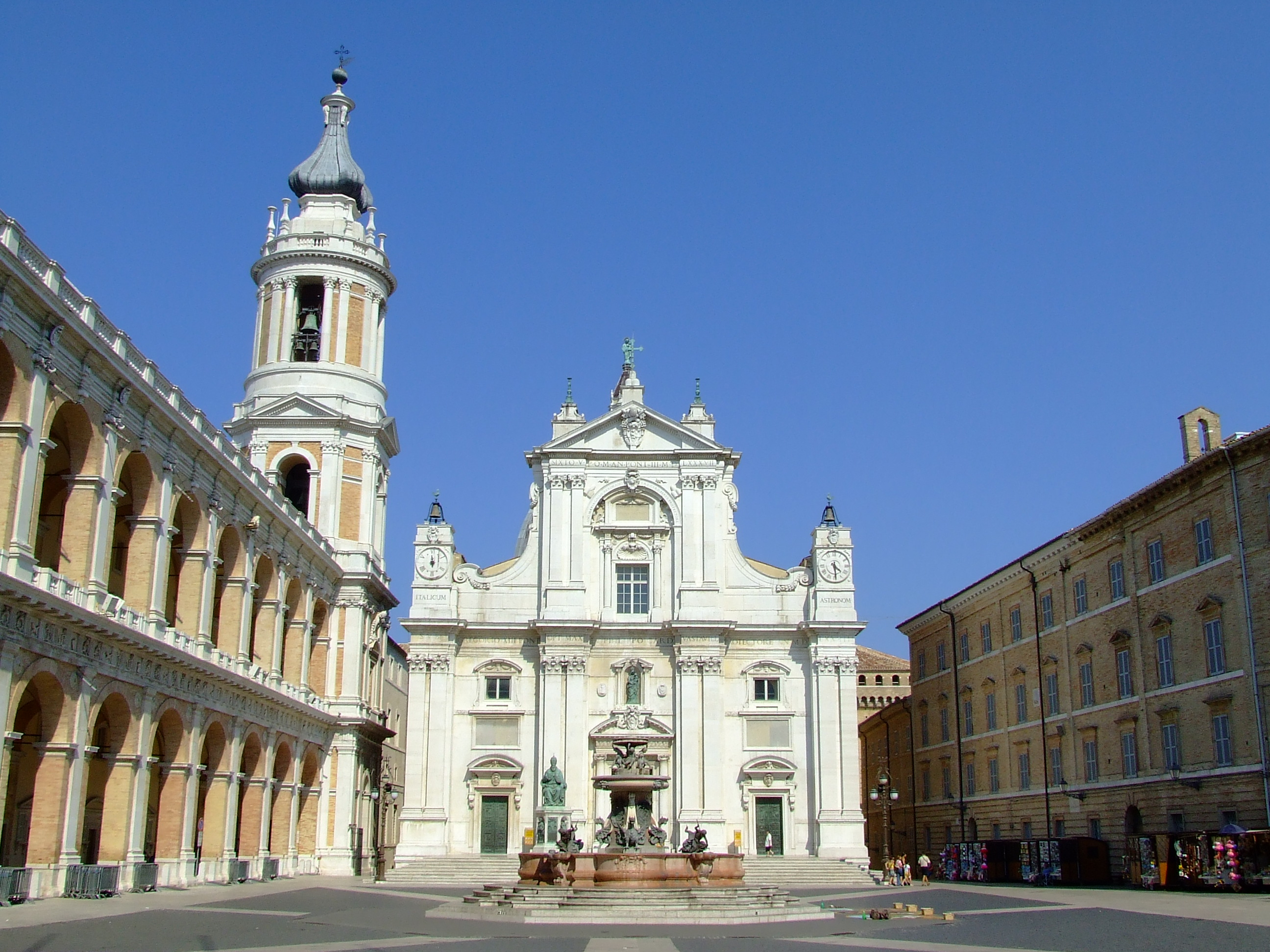
I Mozart visitarono la Basilica della Santa Casa a Loreto nel luglio 1770.

Il gruppo fece un rapido viaggio di ritorno di 27 ore a Roma il 5 luglio, nel corso del quale Leopold riportò una ferita a una gamba che gli diede fastidio per diversi mesi. A Wolfgang fu concessa un'udienza dal Papa, e fu nominato cavaliere dell'Ordine dello Speron d'oro nel Palazzo del Quirinale. Da Roma proseguirono per la famosa Basilica della Santa Casa, un luogo di pellegrinaggio a Loreto, e presero la strada costiera per Rimini sotto protezione militare, poiché la strada era oggetto di assalti da parte dei briganti. Da Rimini si spinsero verso l'interno, raggiungendo Bologna il 20 luglio.

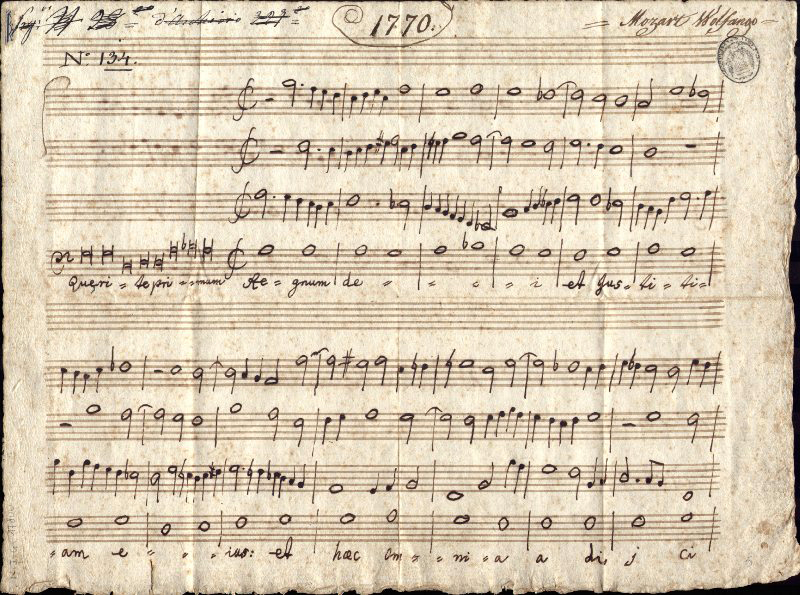
Esercizio d'esame di Antifona di Wolfgang a Bologna, con le correzioni di Martini.

In questo periodo Wolfgang compose un breve minuetto, K 122/73t, e il Miserere in La minore, K 85/73s. Nel frattempo era arrivato il libretto per l'opera di Milano; Leopold si aspettava La Nitteti di Metastasio, invece arrivò Mitridate, re di Ponto, di Vittorio Cigna-Santi. Secondo il carteggio di Leopold, il compositore Josef Mysliveček era un assiduo frequentatore della famiglia Mozart quando stavano a Bologna. 
Il musicologo Daniel E. Freeman sostiene che l'approccio di Mozart alla composizione delle arie cambiò radicalmente in questo periodo, seguendo più strettamente lo stile di Mysliveček.
Il 10 agosto, Leopold e Wolfgang si trasferirono nella sontuosa residenza estiva del conte Pallavicini, e vi rimasero per sette settimane, mentre la gamba di Leopold migliorava gradualmente e Wolfgang lavorava sui recitativi del Mitridate. 
Il 30 agosto Wofgang assiste ad un concerto nell'Accademia Filarmonica di Bologna con musiche di Bernardo Ottani. 
All'inizio di ottobre, con Leopold quasi guarito, tornarono in città e Wolfgang, si ritiene, iniziò un periodo di studio sotto Martini. 
Il 6 ottobre avviene la prima assoluta dell'Antifona K. 44a nella Basilica di San Domenico (Bologna) con Wolfgang all'organo.
Il 9 ottobre, fu sottoposto a un esame per essere ammesso come compositore all'Accademia Filarmonica di Bologna, dando come pezzo d'esame l'antifona Quaerite primum regnum Dei, K 86/73v. Secondo Gutman, in circostanze normali la prova non brillante di Wolfgang, con questa forma polifonica a lui poco familiare, non sarebbe stata presa in seria considerazione; tuttavia Martini si mostrò disponibile ad apportare correzioni, e probabilmente pagò anche la tassa di ammissione, che fu debitamente approvata. 
Il 10 ottobre ricevette il diploma di Accademico Filarmonico. 
Poco dopo i Mozart partirono per Milano.

### Milano rivisitata, ottobre 1770 – febbraio 1771
Il viaggio da Bologna a Milano subì dei ritardi a causa di temporali e allagamenti; infine, il 18 ottobre, Leopold e suo figlio arrivarono, con dieci settimane di anticipo sulla prima rappresentazione del Mitridate, re di Ponto. 
Il 26 novembre tiene un concerto pianistico nella residenza di Firmian.
Le dita di Wolfgang dolevano dallo scrivere i recitativi; in ogni caso non poteva iniziare a lavorare sulle arie fino all'arrivo dei cantanti: per i compositori dell'epoca era usanza la collaborazione con i principali cantanti. Quando questi arrivarono, sorsero dei problemi. Quirino Gasparini, compositore di una precedente versione del Mitridate, cercò di convincere la primadonna Antonia Bernasconi a usare i suoi adattamenti per le sue arie, ma non riuscì nell'intento. "Grazie a Dio", scrisse Leopold, " abbiamo sconfitto il nemico". Tuttavia, il tenore principale, Guglielmo d'Ettore, chiese ripetutamente che le sue arie venissero riscritte, e cantò uno degli adattamenti di Gasparini nel 3º atto, un inserimento che rimane nella partitura pubblicata.

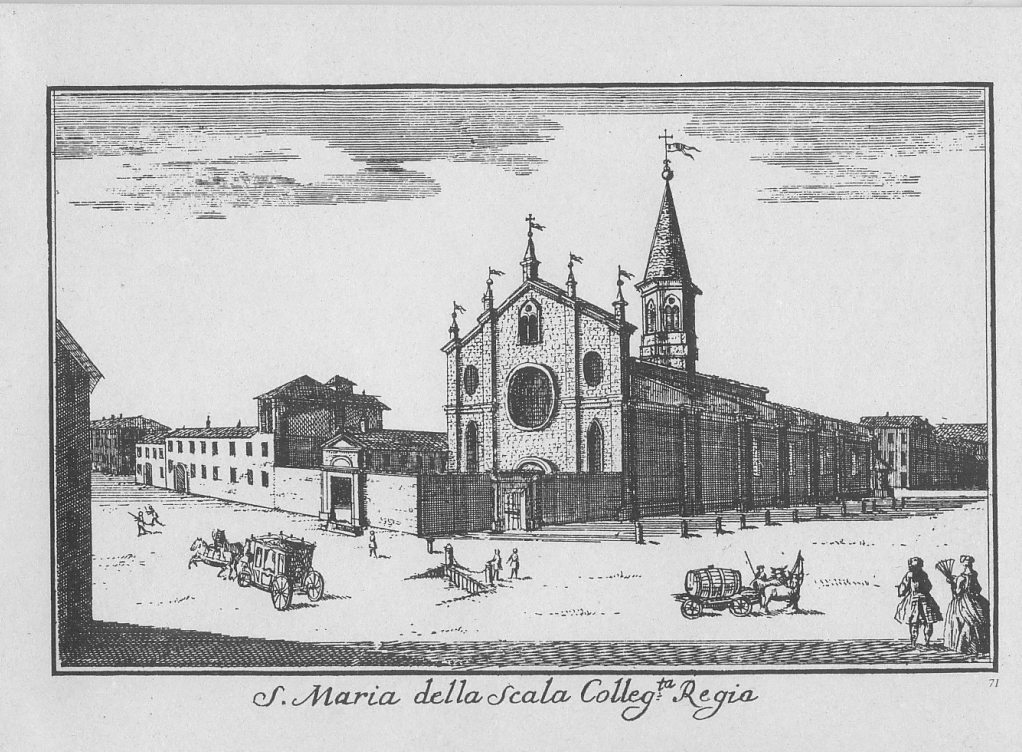
La Chiesa di Santa Maria alla Scala di Milano fu demolita nel 1788 per far spazio al Teatro alla Scala, dopo che il vicino Teatro Regio Ducale era stato distrutto da un incendio.

Le prove iniziarono il 6 dicembre. I recitativi misero in luce la padronanza della dizione italiana di Wolfgang, e una prova generale della partitura strumentale mostrò la sua professionalità. Leopold scrisse a casa: "Una buona parte di questa impresa è terminata, Dio sia lodato, ancora una volta con onore!" 
Il 26 dicembre, presso il Teatro Regio Ducale (grande teatro lirico di Milano dell'epoca), Wolfgang diresse la prima esecuzione pubblica del suo Mitridate, re di Ponto dal 1° clavicembalo, vestito per l'occasione con un mantello scarlatto foderato di raso blu e bordato d'oro con Giovanni Battista Lampugnani al 2° cembalo con Pietro Benedetti. L'avvenimento fu un trionfo: il pubblico chiese dei bis e alla fine gridò "Evviva il maestro!". L'opera ebbe 22 repliche, e la Gazzetta di Milano lodò generosamente il lavoro: "Il giovane maestro di cappella, che non ha ancora quindici anni, studia le bellezze della natura e le rappresenta abbellite con le più rare grazie musicali". Le arie cantate dalla Bernasconi "esprimevano vividamente le passioni e toccavano il cuore". Le successive reazioni all'opera furono meno cordiali; non ci sono resoconti di ulteriori rappresentazioni del Mitridate prima della sua ripresa a Salisburgo nel 1971.
Dopo aver portato a termine il principale impegno del suo primo viaggio in Italia, l'opera Mitridate, Wolfgang diede un piccolo concerto pianistico al palazzo di Firmian il 4 gennaio 1771. 
Il 5 gennaio, giunse notizia che a Wolfgang era stata concessa l'ammissione all'Accademia Filarmonica di Verona come maestro di cappella d'onore. 
Il 14 gennaio, partirono per un soggiorno di due settimane a Torino, dove incontrarono alcuni dei più importanti musicisti italiani: il violinista Gaetano Pugnani, il suo quindicenne allievo-prodigio Giovanni Battista Viotti, e il compositore Giovanni Paisiello, la cui opera Annibale in Torino fu definita magnifica da Leopold. Tornarono a Milano per un pranzo d'addio con Firmian, prima della partenza per Salisburgo il 4 febbraio.

### Viaggio verso casa
Sulla via del ritorno a Salisburgo, Leopold e Wolfgang soggiornarono per un breve periodo a Palazzo Molin del Cuoridoro a Venezia dove il 5 marzo tenne un concerto pianistico; successivamente fecero una sosta a Brescia per assistere ad un'opera buffa. A Venezia, Leopold usò le sue lettere di presentazione per incontrare alcuni notabili locali, cercando di ottenere per Wolfgang un contratto per un'opera destinata al teatro San Benedetto. Wolfgang diede numerosi concerti e forse suonò nei famosi ospidali di Venezia: erano scuole per trovatelli, alcune delle quali diventarono in seguito rispettate accademie musicali. I Mozart venivano ricevuti con generosità, eppure Leopold appariva insoddisfatto. "Il padre sembra un po' indispettito", scrisse un corrispondente al compositore viennese Johann Adolf Hasse, aggiungendo: "... probabilmente si aspettavano che fossero gli altri a cercare loro e non viceversa". Hasse rispose: "Il padre, così come lo vedo io, sarebbe scontento ovunque".
Lasciando Venezia il 12 marzo, i Mozart proseguirono per Padova, dove nel corso di una giornata di visite turistiche, Wolfgang ricevette da Don Giuseppe Ximenes, principe di Aragona, la commissione per comporre un oratorio per la città. 
Il 13 marzo tiene un concerto organistico nella Basilica di Santa Giustina.
La storia di La Betulia Liberata non è chiara: potrebbe non essere stata eseguita a Padova, o da nessun'altra parte, durante la vita di Wolfgang. 
A Verona, pochi giorni dopo, ricevette altre commissioni. 
Wolfgang doveva comporre una serenata (o un'opera in un atto) che avrebbe dovuto essere eseguita in autunno a Milano per le nozze dell'arciduca Ferdinando con la sua sposa principessa Maria Beatrice d'Este. 
Il 17 marzo tiene un concerto pianistico a Verona.
Allo stesso tempo, al giovane compositore fu chiesto di impegnarsi con un'altra opera per il carnevale di Milano della stagione 1772-1773 con un onorario maggiorato. Questo creò un conflitto di date che impedirono a Wolfgang di procedere con il contratto di San Benedetto. Quindi, padre e figlio proseguirono rapidamente verso nord, arrivando a casa a Salisburgo il 28 marzo 1771.
Analizzando questo viaggio dal punto di vista finanziario, il musicologo Maynard Solomon ritiene che ai Mozart procurò un notevole guadagno, forse 2 900 fiorini. Inoltre la coppia era stata trattata con il massimo riguardo, ed ebbe la possibilità di incontrare i più alti esponenti della nobiltà italiana. Oltre ad essere stato ricevuto con onore dal Papa, Wolfgang era stato ammesso alle accademie di Bologna e Verona, e aveva studiato con Martini. Solomon considera questo "il periodo più bello e... forse il più felice" di Leopold".

## Secondo viaggio, agosto–dicembre 1771

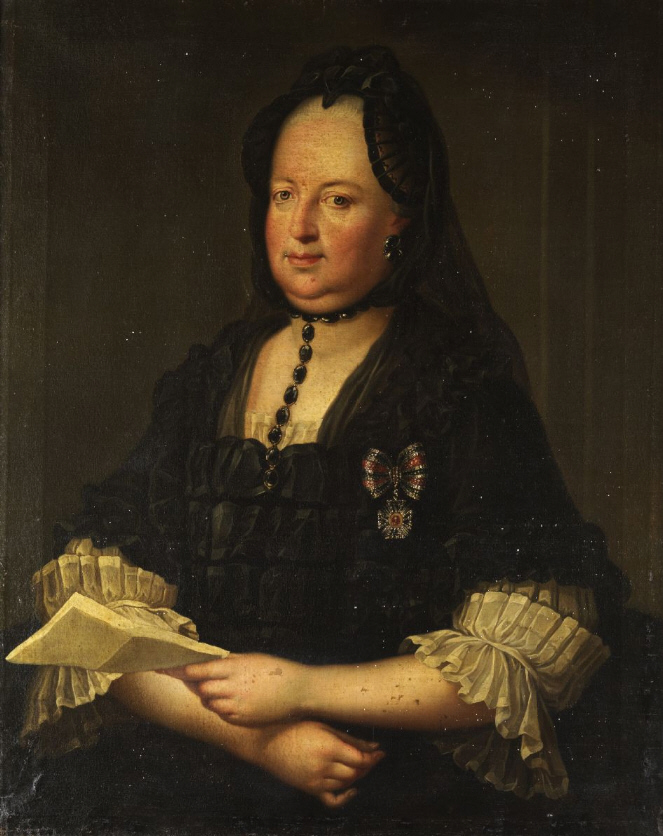
L'imperatrice Maria Teresa d'Austria. Una sua lettera dal tono sprezzante pose fine alle speranze di Leopold di avere un incarico presso una delle corti degli Asburgo.

Nel 1771 Leopold e Wolfgang partirono ancora una volta per Milano, dove giunsero il 21 agosto. Wolfgang doveva comporre la serenata per le nozze dell'arciduca Ferdinando d'Asburgo-Este e della principessa Maria Beatrice d'Este. 
Condivisero il loro alloggio con violinisti, un maestro di canto e un oboista: un ménage che era, come Wolfgang scrisse scherzosamente a Nannerl, "... delizioso per comporre, ti dà un sacco di idee!". Lavorando alacremente, Wolfgang terminò la serenata Ascanio in Alba giusto in tempo per la prima prova, il 23 settembre.
La serenata avrebbe dovuto essere il lavoro minore per la celebrazione del matrimonio, seconda all'opera di Johann Adolf Hasse Ruggiero. Tuttavia, il settantaduenne Hasse non era in sintonia con i gusti teatrali dell'epoca e, nonostante la sua opera fosse stata elogiata dall'imperatrice Maria Teresa d'Austria, la sua accoglienza nel complesso fu tiepida, soprattutto nei confronti del successo trionfale di Ascanio nella prima assoluta del 17 ottobre. Leopold era molto soddisfatto di come si mettevano le cose: "L'arciduca ha recentemente ordinato due copie", scrisse a casa. "Tutti ci fermano per strada per congratularsi con Wolfgang. Insomma! Mi dispiace, ma la serenata di Wolfgang ha proprio umiliato l'opera di Hasse." Hasse reagì in modo garbato alla sua eclissi, e si dice che abbia sottolineato che il ragazzo avrebbe fatto dimenticare tutti gli altri.
I Mozart erano liberi di lasciare Milano ai primi di novembre, ma rimasero un altro mese perché Leopold sperava che il successo di Ascanio favorisse una nomina di Wolfgang da parte di un mecenate reale. A quanto pare egli sollecitò l'arciduca Ferdinando il 30 novembre, e la sua richiesta fu trasmessa alla corte imperiale di Vienna. È possibile che l'invadenza di Leopold a Vienna per La finta semplice bruciasse ancora, oppure quel suo esultare dell'insuccesso di Hasse avesse raggiunto l'imperatrice. Per una qualche ragione, la risposta di Maria Teresa all'arciduca fu inequivocabile, descrivendo i Mozart come "persone inutili" la cui nomina avrebbe svilito il servizio reale, e aggiungendo che "queste persone vanno in giro per il mondo come mendicanti". Leopold non venne mai a conoscenza del contenuto di questa lettera; nel momento in cui era giunta a Milano, i Mozart erano già partiti, delusi ma ancora speranzosi. "La faccenda non è ancora finita; posso ancora dire la mia" scrisse Leopold mentre lui e Wolfgang erano sulla strada verso casa.
Nonostante il frenetico programma durante questa breve visita a Milano, Wolfgang trovò anche il tempo di scrivere la Sinfonia in Fa maggiore, K 112 (n. 13) andata in scena l'8 novembre nella residenza del conte Carlo Giuseppe di Firmian alla presenza di Hasse. Egli ricavò un'altra sinfonia dall'ouverture di Ascanio, aggiungendo un finale ai due movimenti esistenti. Un'altra sinfonia, K 96/111b, in Do maggiore, è talvolta attribuita a questa visita a Milano, ma ci sono dubbi su quando (o addirittura se) Wolfgang l'abbia effettivamente scritta.
Il 23 novembre tiene un concerto pianistico a Milano e l'11 dicembre a Bressanone.

## Subbuglio a Salisburgo

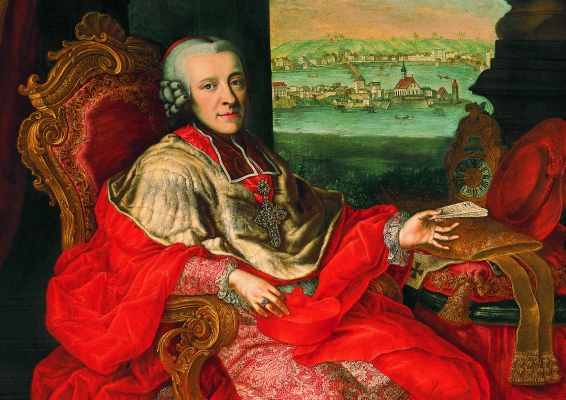
Il conte Hieronymus von Colloredo, nuovo arcivescovo di Salisburgo, deluse le speranze di Leopold per una promozione.

Il giorno dopo dell'arrivo di Leopold e Wolfgang a Salisburgo, la corte era in subbuglio per la morte dell'arcivescovo Schrattenbach. Ciò creava una situazione difficile per Leopold, che aveva problemi non risolti con la corte. Durante la seconda visita italiana, parte del suo stipendio era stato bloccato; Leopold presentò allora una petizione per ottenere il pagamento completo, e per sistemare la questione dello stipendio di Wolfgang come musicista di corte, che secondo Schrattenbach poteva essere corrisposto con il ritorno di Wolfgang dal primo viaggio italiano.
Il posto di maestro di cappella a Salisburgo, che in precedenza Leopold si aspettava di occupare, era da destinare. Il titolare, Giuseppe Lolli, aveva più di 70 anni ed era pronto per la pensione; Leopold aveva seguito Lolli come vice-maestro di cappella e, in circostanze normali, si sarebbe sentito fiducioso di succedergli. Tuttavia, ora la nomina doveva essere fatta dal nuovo arcivescovo, del quale non si conoscevano le politiche e gli atteggiamenti. Il 14 marzo 1772, attraverso varie macchinazioni politiche, il conte Hieronymus von Colloredo venne eletto alla sede arcivescovile come candidato di compromesso, una soluzione accettabile per la corte imperiale di Vienna.
Anche se impopolare tra i salisburghesi, questa nomina in un primo momento era apparsa favorevole ai Mozart: lo stipendio trattenuto di Leopold venne pagato, e il 31 agosto Colloredo autorizzò il pagamento dello stipendio di musicista di corte a Wolfgang. Tuttavia, il nuovo arcivescovo cominciò a cercare qualcuno al di fuori della corte di Salisburgo per il nuovo maestro di cappella. Alla fine scelse l'italiano Domenico Fischietti, che era di diversi anni più giovane di Leopold. Rendendosi conto che le sue possibilità di promozione erano andate irrimediabilmente perdute, Leopold rivolse le sue speranze verso Wolfgang per cercare di assicurargli un'agiata vecchiaia, stringendo i tempi per il terzo viaggio in Italia che ebbe inizio nel mese di ottobre 1772.

## Terzo viaggio, ottobre 1772 – marzo 1773

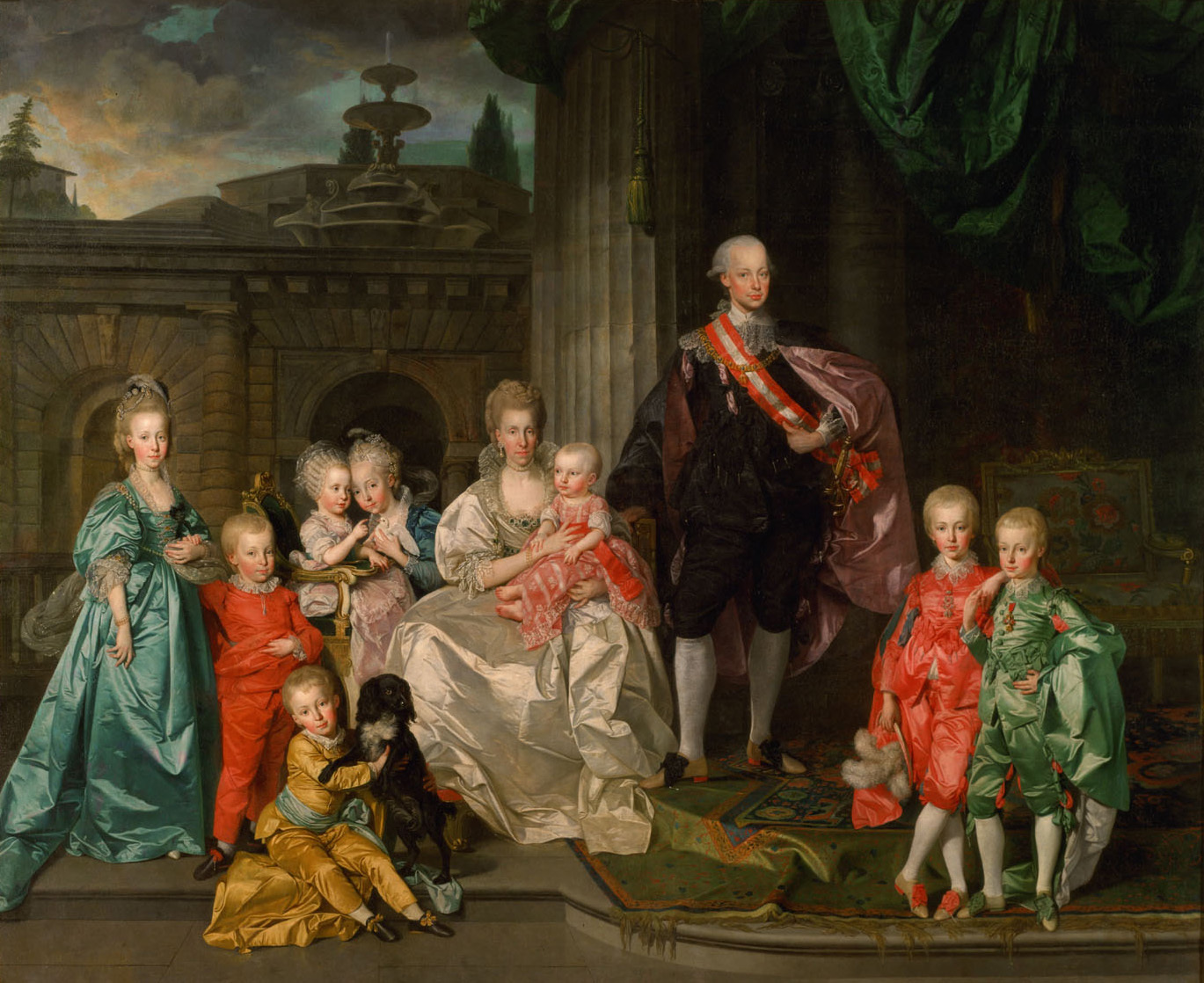
Leopoldo I, Granduca di Toscana, con la sua famiglia. Il granduca era l'ultima speranza di Leopold per una nomina reale per Wolfgang.

I Mozart tornarono a Milano per dar modo a Wolfgang di completare la seconda opera del carnevale, commissionata alla fine del primo viaggio dopo il successo del Mitridate. 
Il testo era Lucio Silla, rivisto da Metastasio dall'originale di Giovanni de Gamerra. Wolfgang si ritrovò nella solita situazione di comporre rapidamente, affrontando problemi quali l'arrivo in ritardo dei cantanti e il ritiro del tenore principale perché malato. 
Il 18 dicembre Leopold riferì che il tenore era arrivato, che Wolfgang stava componendo le sue arie a rotta di collo, e che le prove erano in pieno svolgimento. 
Il 21 dicembre tiene un concerto pianistico nella residenza del conte Firmian ed il 22 oltre ad un concerto da Firmian avviene la terza prova di Lucio Silla.
Il 23 dicembre tiene un concerto da Firmian e la prova generale di Lucio Silla.
La prima rappresentazione, il 26 dicembre con Venanzio Rauzzini, fu caotica: l'inizio fu rinviato di due ore per l'arrivo in ritardo dell'arciduca Ferdinando, i principali interpreti litigarono tra di loro, e la durata fu allungata con l'inserimento di balletti (una pratica comune all'epoca), per cui lo spettacolo terminò alle due di notte. Ciò nonostante, le successive repliche furono accolte con favore. 
Il 9 gennaio 1773, Leopold scrisse che il teatro era ancora pieno, e che il debutto della seconda opera della stagione, la prima assoluta di Sismano nel Mogul di Giovanni Paisiello (alla quale assistette anche Wolfgang), era stato rinviato al 30 gennaio per consentire all'opera di Wolfgang un maggior numero di repliche, che furono 26 in tutto. 
Questo successo per il nuovo lavoro sembra essere stato fugace; tuttavia, nel corso degli anni successivi, il libretto fu risistemato da vari compositori, tra cui il mentore londinese di Wolfgang, Johann Christian Bach.
Leopold, ignaro dell'opinione dell'imperatrice, continuava a cercare un incarico per Wolfgang facendone richiesta al Granduca Leopoldo I di Toscana, terzo figlio dell'imperatrice. 
La richiesta venne fortemente appoggiata dal conte Firmian, e Leopold, in una lettera in codice a casa, si era detto molto fiducioso. 
Mentre i Mozart erano in attesa di una risposta, Wolfgang compose una serie di quartetti d'archi, detti Milanesi, (da K 155/134a a K 160/159a), e il famoso mottetto Exsultate, Jubilate, K 165 che ebbe la prima assoluta il 17 gennaio nella chiesa di Sant'Antonio Abate. Leopold ricorse all'inganno per giustificare il suo lungo soggiorno a Milano, sostenendo di essere affetto da una grave forma di reumatismi che gli impediva il viaggio. Le lettere cifrate a sua moglie Anna Maria la rassicuravano sullo stato della sua salute, ma la esortavano a diffondere la notizia della sua indisposizione. Per gran parte di gennaio e per tutto febbraio rimase in attesa di una risposta del granduca. La risposta – negativa – arrivò il 27 febbraio. Non è noto se il granduca era stato influenzato dal parere di sua madre sulla famiglia Mozart, comunque il suo rifiuto pose fine di fatto alle speranze di Leopold di ottenere un incarico italiano per Wolfgang. I Mozart non ebbero altra scelta se non quella di tornare a Salisburgo: lasciarono Milano il 4 marzo arrivando a casa nove giorni dopo. Nessuno dei due visitò nuovamente l'Italia.

## Conclusioni
Maynard Solomon considera i viaggi in Italia come un grande trionfo, ma ritiene che per Leopold abbiano anche rappresentato un grande fallimento. I Mozart avevano certamente tratto profitto dal punto di vista finanziario, e Wolfgang si era sviluppato artisticamente, diventando un ammirato compositore. Anche se l'accoglienza dei Mozart non era stata sempre cordiale – trattati con freddezza alla corte napoletana e snobbati dal principe di Thurn und Taxis – gli italiani avevano generalmente risposto con entusiasmo. Wolfgang era stato ricevuto e nominato cavaliere dal Papa, era stato ammesso a importanti società filarmoniche e aveva studiato con un grande studioso di musica in Italia, Giovanni Martini. Soprattutto, era stato riconosciuto da un famoso teatro d'opera come un professionista dell'opera italiana, portando a termine tre lavori che si erano rivelati degli spettacoli acclamati. Altre composizioni provengono dall'esperienza italiana, tra cui un oratorio di grandi proporzioni, diverse sinfonie, alcuni quartetti d'archi, e numerose opere minori.
Il fallimento è rappresentato dall'incapacità di Leopold di ottenere, nonostante la sua perseveranza, un prestigioso incarico, per se stesso o per Wolfgang. Probabilmente Leopold non era consapevole di venire generalmente considerato sotto una luce negativa; tuttavia egli percepiva che c'era qualche impedimento alle sue ambizioni in Italia, e alla fine dovette riconoscere che non poteva vincere le forze che gli si opponevano. In ogni caso, i trionfi italiani di Wolfgang si dimostrarono di breve durata; nonostante i successi di critica e di pubblico delle sue opere a Milano, egli non fu invitato a scriverne altre, e non ci furono ulteriori commissioni da uno degli altri centri che aveva visitato. Con le speranze ormai svanite di un incarico presso una corte italiana, Leopold cercò di assicurare il futuro della famiglia con altri mezzi: "Noi ce la faremo, perché Dio ci aiuta. Ho già in mente qualche idea".
Per ricoprire il posto di maestro di cappella, Wolfgang, con la sua abilità al clavicembalo e al violino e con la sua esperienza di compositore, aveva le carte in regola, ma a 17 anni era troppo giovane. Egli rimase quindi alle dipendenze di Colloredo alla corte di Salisburgo, sempre più scontento, fino al suo licenziamento dall'entourage dell'arcivescovo durante un suo soggiorno a Vienna, nel 1781. Leopold, non promosso dal suo rango di vice-maestro di cappella, rimase presso la corte fino alla sua morte nel 1787.